# Noces de Cana
Pour les articles homonymes, voir Les Noces de Cana et Cana.

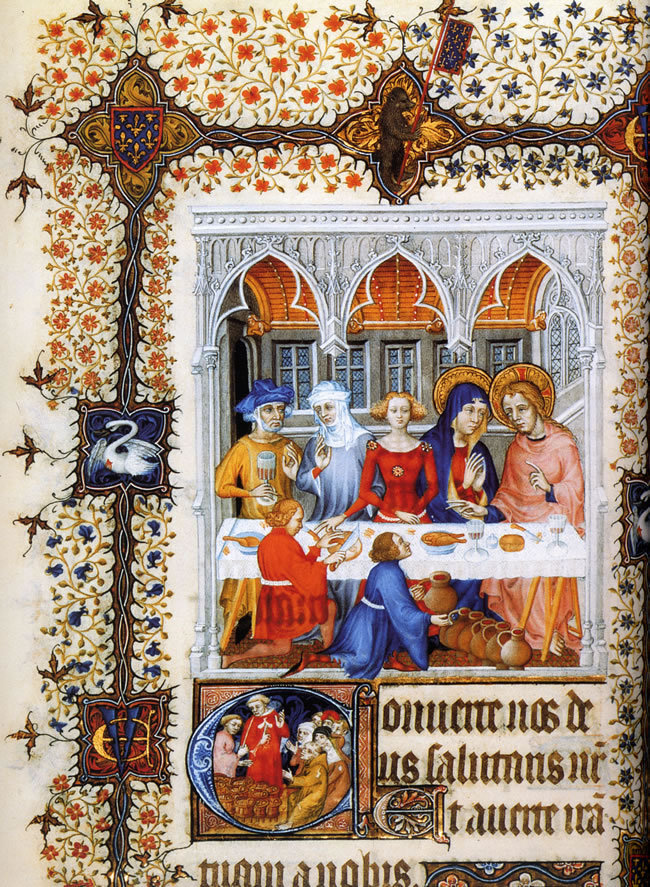
Les Noces de Cana, enluminure du XVe siècle, extraite des Grandes heures du duc de Berry (1409).

Les Noces de Cana est un récit tiré du Nouveau Testament où il est raconté que Jésus accomplit le premier de ses miracles en changeant de l'eau en vin. Présent uniquement au chapitre II de l'Évangile selon Jean, ce récit est le premier des « signes » de Jésus, accompli au bénéfice de ses disciples « qui crurent en lui » (Jn 2:11).

## Texte de l'Évangile selon Jean
Le troisième jour, il y eut des noces à Cana de Galilée, et la mère de Jésus y était. Jésus aussi fut invité à ces noces ainsi que ses disciples. Or il n’y avait plus de vin, car le vin des noces était épuisé. La mère de Jésus lui dit : « Ils n’ont pas de vin ». Jésus lui dit : « Que me veux-tu, femme ? Mon heure n’est pas encore arrivée ». Sa mère dit aux servants : «Tout ce qu’il vous dira, faites-le ». Or il y avait six jarres de pierre, destinées aux purifications des juifs, et contenant chacune deux ou trois mesures. Jésus leur dit : « Remplissez d’eau ces jarres ». Ils les remplirent jusqu’au bord. Il leur dit : « Puisez maintenant et portez-en au maître du repas». Ils lui en portèrent. Lorsque le maître du repas eut goûté l’eau changée en vin — et il ne savait pas d’où il venait, tandis que les servants le savaient, eux qui avaient puisé l’eau — le maître du repas appelle le marié et lui dit : « Tout homme sert d’abord le bon vin et, quand les gens sont ivres, le moins bon. Toi, tu as gardé le bon vin jusqu’à présent ! ». Tel fut le premier des signes de Jésus, il l’accomplit à Cana de Galilée et il manifesta sa gloire, et ses disciples crurent en lui. (Évangile selon Jean, 2,1-11).

## Interprétation théologique
Les noces de Cana sont présentées par l'auteur de l'Évangile comme un « signe » (en grec ancien : σημεῖον), indiquant par là un fait à saisir sur deux plans différents, le premier plan, matériel et historique, étant toujours secondaire et dépendant du signifié principal. L’épisode constitue en effet le premier miracle de Jésus, c'est dire son importance symbolique et sa portée spirituelle. 
Les paroles de Marie : « Ils n’ont pas de vin » contiennent une demande implicite, une invitation discrète, presque timide, à remédier à une situation embarrassante, sans qu’on puisse démontrer si elle espérait de son Fils un miracle ou une aide naturelle. La réponse de Jésus est une manifestation de surprise pour une intervention jugée inopportune : « Τί ἐμοὶ καὶ σοί », littéralement « Quoi, à moi et à toi ? Qu’y a-t-il entre moi et toi ? » ; cette formule laisse transparaître son origine sémitique ; elle transcrit en effet le mah-li wālāk de l’Ancien Testament. Elle traduit une divergence de vues et souligne entre Marie et Jésus une relation autre que celle de mère à fils. L’appellation « Femme » par laquelle Jésus s’adresse ici à sa mère n’est pas irrespectueuse et n’implique aucun mépris ; c’est une expression qui court de l’Apocalypse à l’Évangile, le thème johannique de la Femme étant lié à l’histoire de la Rédemption. Jésus affirme aussi que son « heure n’est pas venue » : il ne parle pas du temps des miracles, mais du temps de sa passion et de sa glorification fixé par le Père,. Mais aussitôt après ce refus de Jésus, les paroles de Marie aux serviteurs ont de quoi surprendre : « Faites ce qu’il vous dira ». On ne peut comprendre l’énigme posée par cette péricope qu’en supposant dans le récit de Jean l’omission délibérée d’un consentement verbal, puisque Jésus a exaucé la demande de sa mère. L’intérêt de Jean, comme souvent, ne se situe pas sur le plan historique, car il affirme lui-même avoir laissé de côté nombre d’épisodes historiques de la vie de Jésus ; ce qui est vraiment important pour Jean se situe sur le plan théologique et kérygmatique, comme le montre la continuité du verset 4 avec le verset 11 où se concentrent tous les thèmes johanniques de ce miracle de Cana à valeur de « signe » : l’heure, la femme, la gloire, la foi.  
Selon saint Thomas d'Aquin : « Le fait que ces noces eurent lieu le troisième jour n'est pas sans signification. Le premier jour est en effet le temps de la loi naturelle, le second celui de la Loi écrite ; quant au troisième, c'est le temps de la grâce où le Seigneur, né dans la chair, célébra ses noces. » À l'appui de son commentaire, saint Thomas d'Aquin cite le prophète Osée : « Après deux jours, il nous rendra la vie ; le troisième jour il nous relèvera et nous vivrons en sa présence » (Os 6,2). Marquant cette transition vers le troisième jour, la pénurie de vin dans le récit se réfère aux sacrifices d'animaux prenant fin[réf. nécessaire]. Ensuite, le vin nouveau représente la nouvelle alliance à laquelle l'Église prend part. Jésus montre par ce premier miracle la générosité de Dieu, mais aussi il transforme la réjouissance humaine en noces divines. Il amène déjà par cet acte le don de son corps pour sauver les humains. Ce miracle se veut symbole d'alliance entre Dieu et les humains. Il fait allusion ainsi à l'arche dont parle l'Ancien Testament.
Le dernier verset souligne que le meilleur vin est donné à la fin des noces. C'est une référence à la gloire du temple dans les derniers jours prédite par exemple par le prophète Isaïe (2:2) ou Daniel (12:13). D'un point de vue chrétien, le meilleur vin servi à la fin annonce la plénitude de la parousie.

## Traduction
Cana manifestation dans l'enceinte d'une ecclesia domestica.
Le mariage, icône de l'Église

« À Cana, Jésus « manifesta sa gloire » dans l'enceinte d'une ecclesia domestica — Église domestique. Ces noces, en faite, sont les noces des époux avec Jésus. C'est Lui qui préside aux noces de Cana et, selon les Pères de l'Église, préside à toutes les noces chrétiennes. C'est Lui qui est le seul et unique Fiancé dont l'ami entend la voix et se réjouit. Ce niveau des épousailles mystiques de l'âme et du Christ (Mariage mystique), dont le mariage est la figure directe, est celui de toute âme et de l'Église-épouse.

Toute grâce dans sa mesure pleine est au terme d'un sacrifice. Les époux la reçoivent dès le moment où ils s'engagent, dans leur dignité sacerdotale, à se présenter devant le Père céleste et à Lui offrir en Christ le sacrifice, le « culte raisonnable », de toute leur vie conjugale.

En s'aimant l'un et l'autre, les époux aiment Dieu. Chaque instant de leur vie jaillit en doxologie royale, leur ministère en chant liturgique incessant. Saint Jean Chrysostome apporte cette conclusion magnifique ː « le mariage est une icône mystérieuse de l'Église ». »

— Paul Evdokimov, Sacrement de l'amour, Desclée de Brouwer, 1980, p. 170-171,  (ISBN 978-2220022994).

## Les Noces de Cana en peinture
Le tableau le plus célèbre sur ce thème des noces de Cana a été peint à Venise pour le réfectoire du monastère bénédictin de San Giorgio Maggiore en 1562-1563, par Paul Véronèse. Les Noces de Cana représente une scène biblique dans le cadre d'une fête vénitienne, mêlant les personnages de la Bible et des figures contemporaines. Le tableau lui a été commandé dans le cadre des travaux de reconstruction du couvent. Il est peint sur toile car les fresques se conservaient très mal à Venise en raison du haut degré de salinité.  Ce tableau est exposé au musée du Louvre à Paris, faisant face à la Joconde de Léonard de Vinci. La version présentée au Louvre est l'un des plus grands tableaux du musée. Cependant, les visiteurs y prêtent peu d'attention car ce tableau est situé en face de La Joconde.
Parmi les innombrables peintres qui ont représenté cet épisode des Noces de Cana, on peut citer Giotto (début du XIVe siècle), Gérard David (Musée du Louvre, v. 1501-1502), Giuseppe Maria Crespi (lo Spagnuolo) (v. 1587-1588).

### Galerie

Divers œuvres
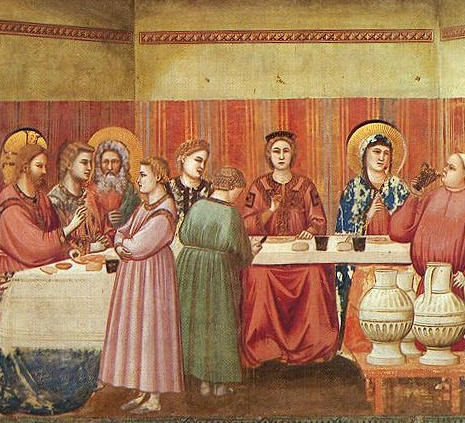
Le Nozze di Cana, Giotto, vers 1303-1305.
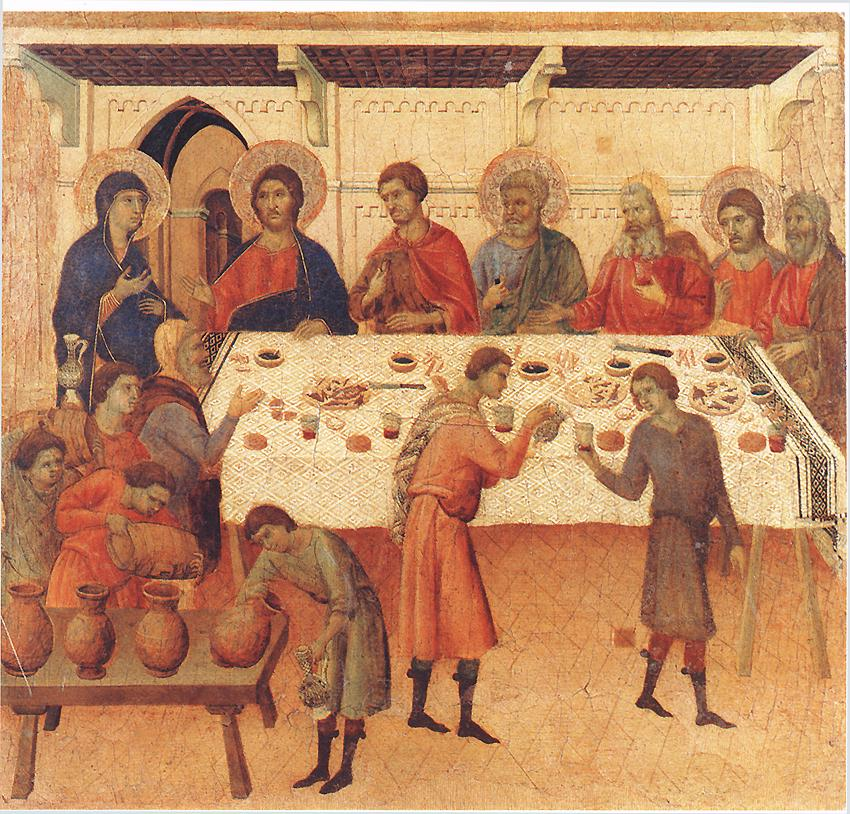
Les noces de Cana, Duccio di Buoninsegna, vers 1308-1311
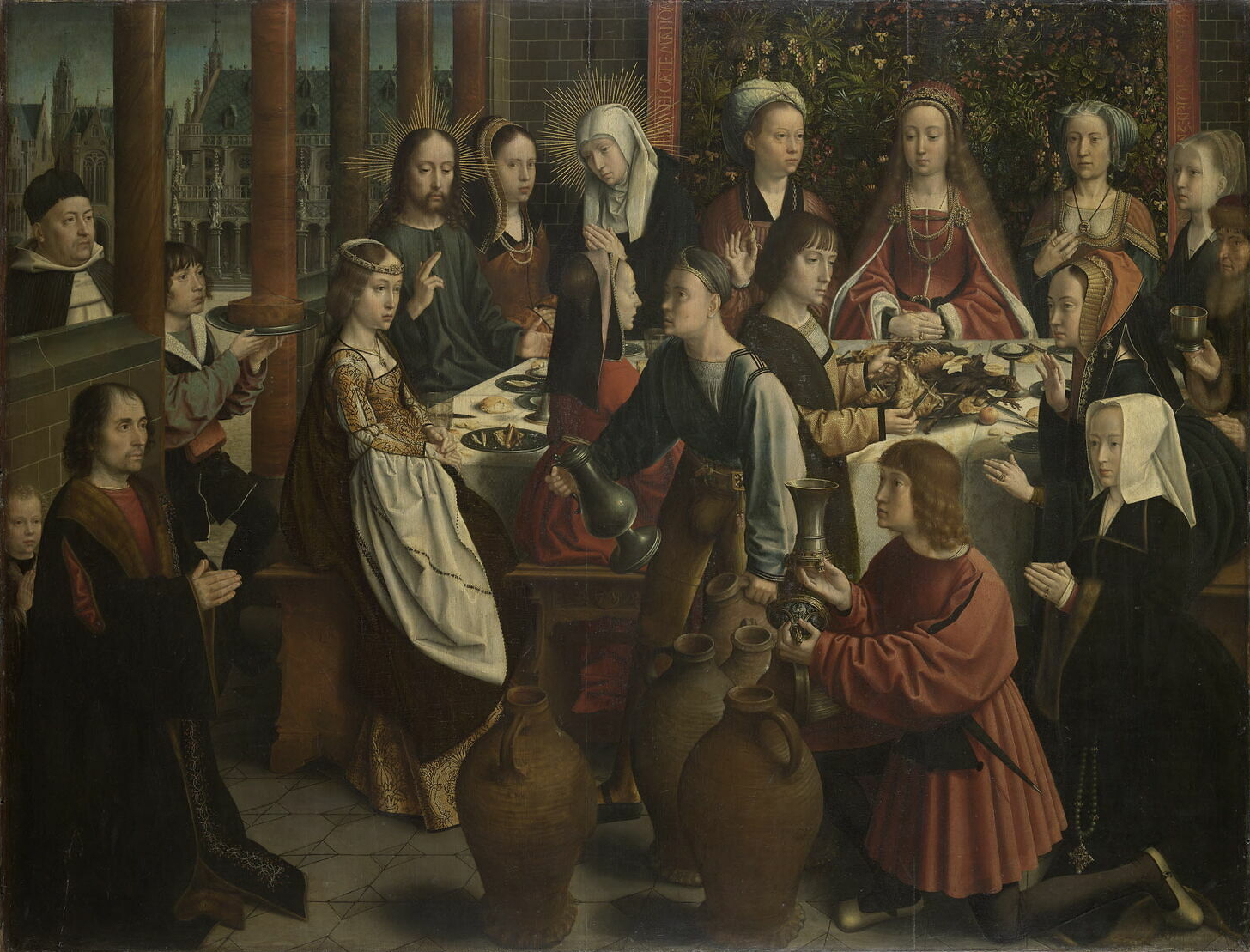
Les Noces de Cana, avec Jean de Sedano, son fils et son épouse, Gérard David, vers 1500
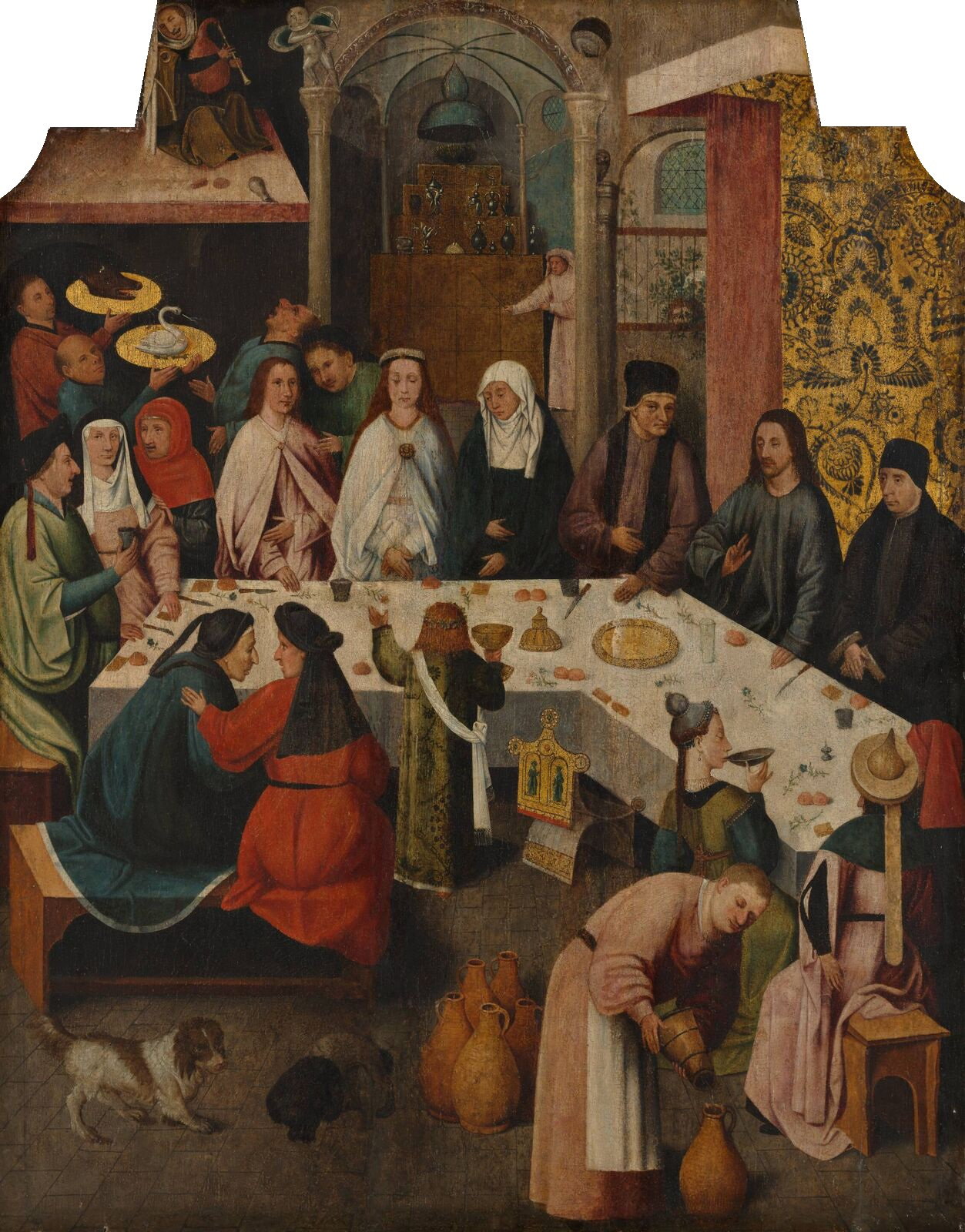
De bruiloft te Kana, attribué à Jérôme Bosch, vers 1555-1600
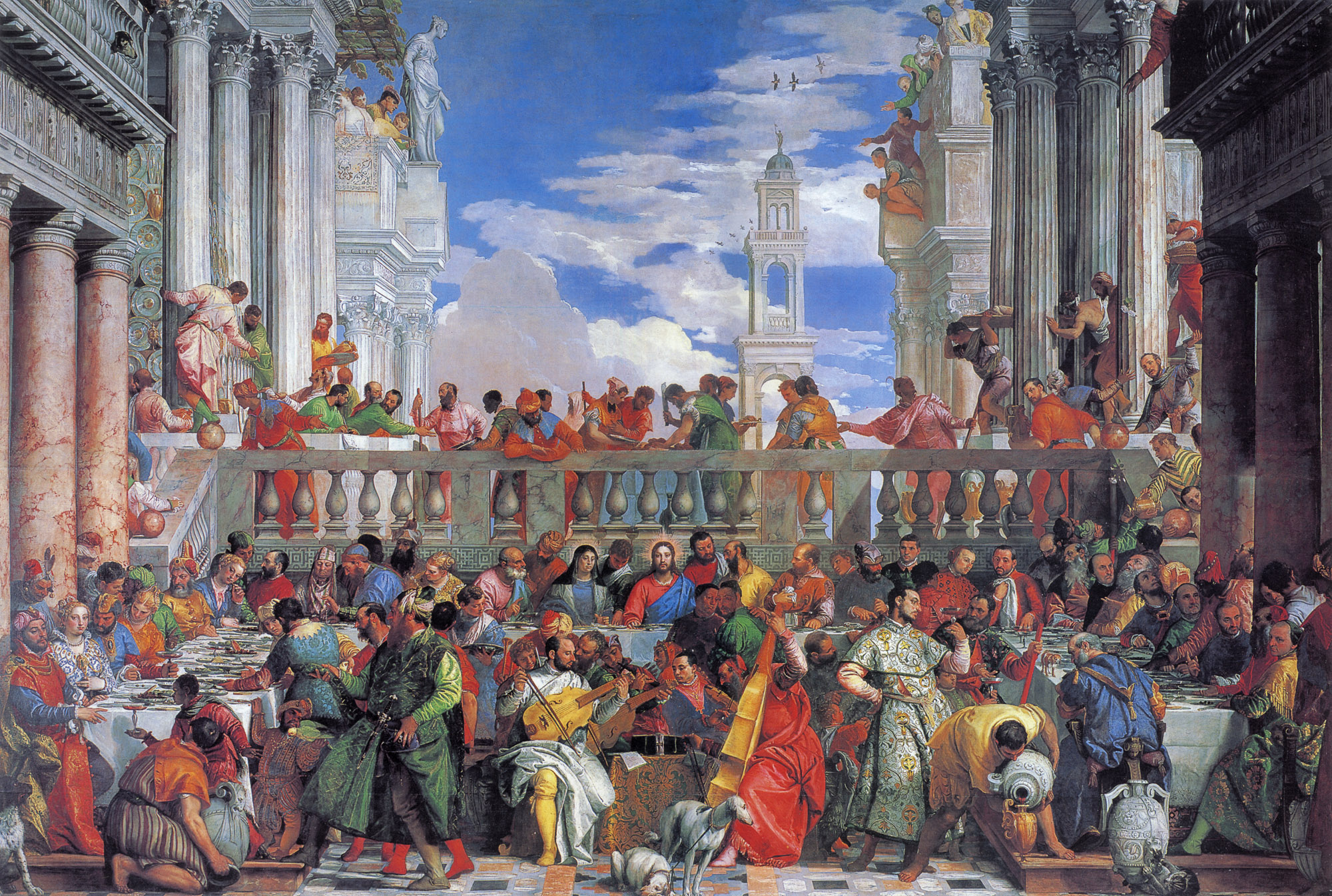
Les Noces de Cana par Paul Véronèse, vers 1563
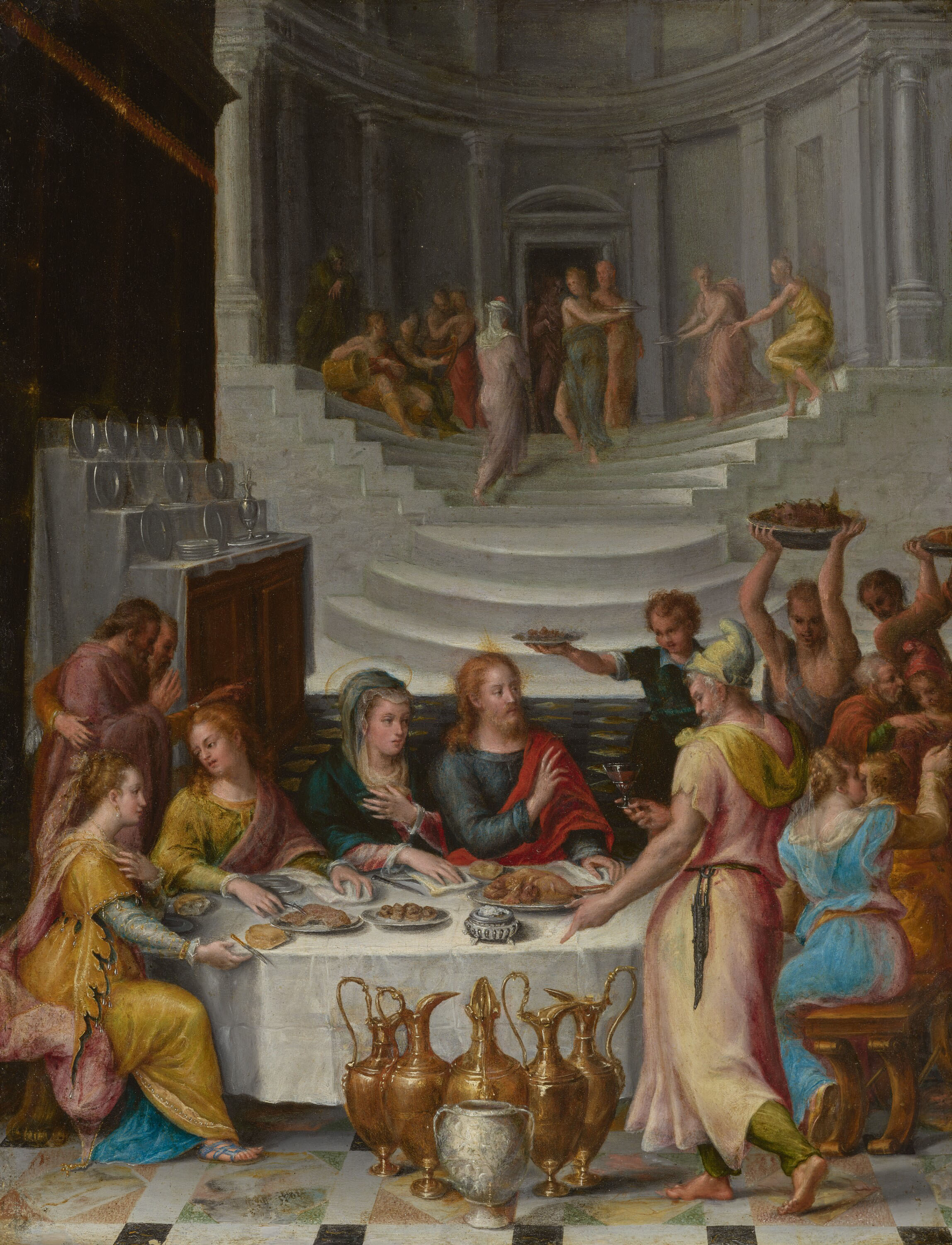
Les Noces de Cana par Lavinia Fontana, vers 1575-1580
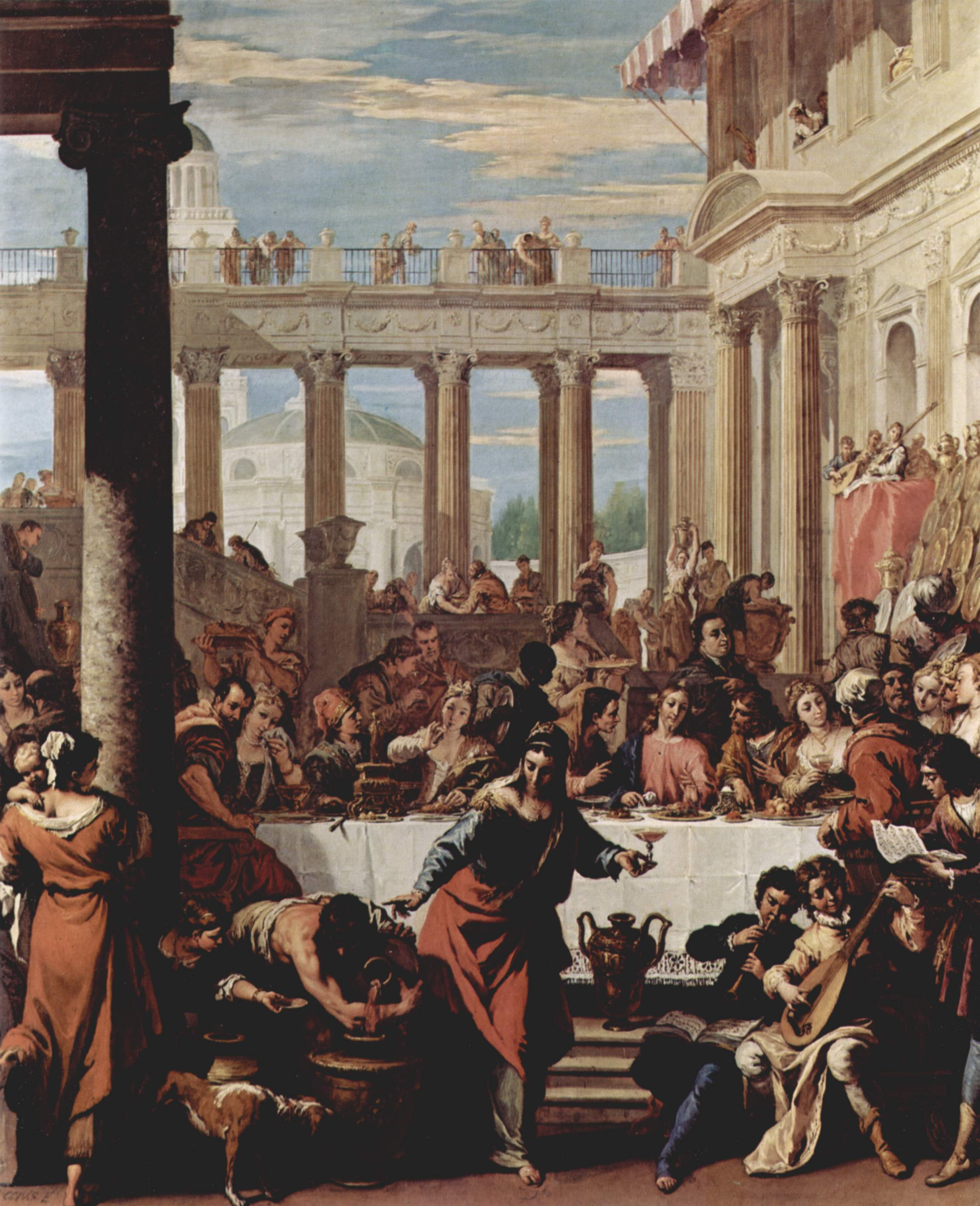
Les Noces de Cana, 1712-1715 Sebastiano Ricci Nelson-Atkins Museum of Art, Kansas City
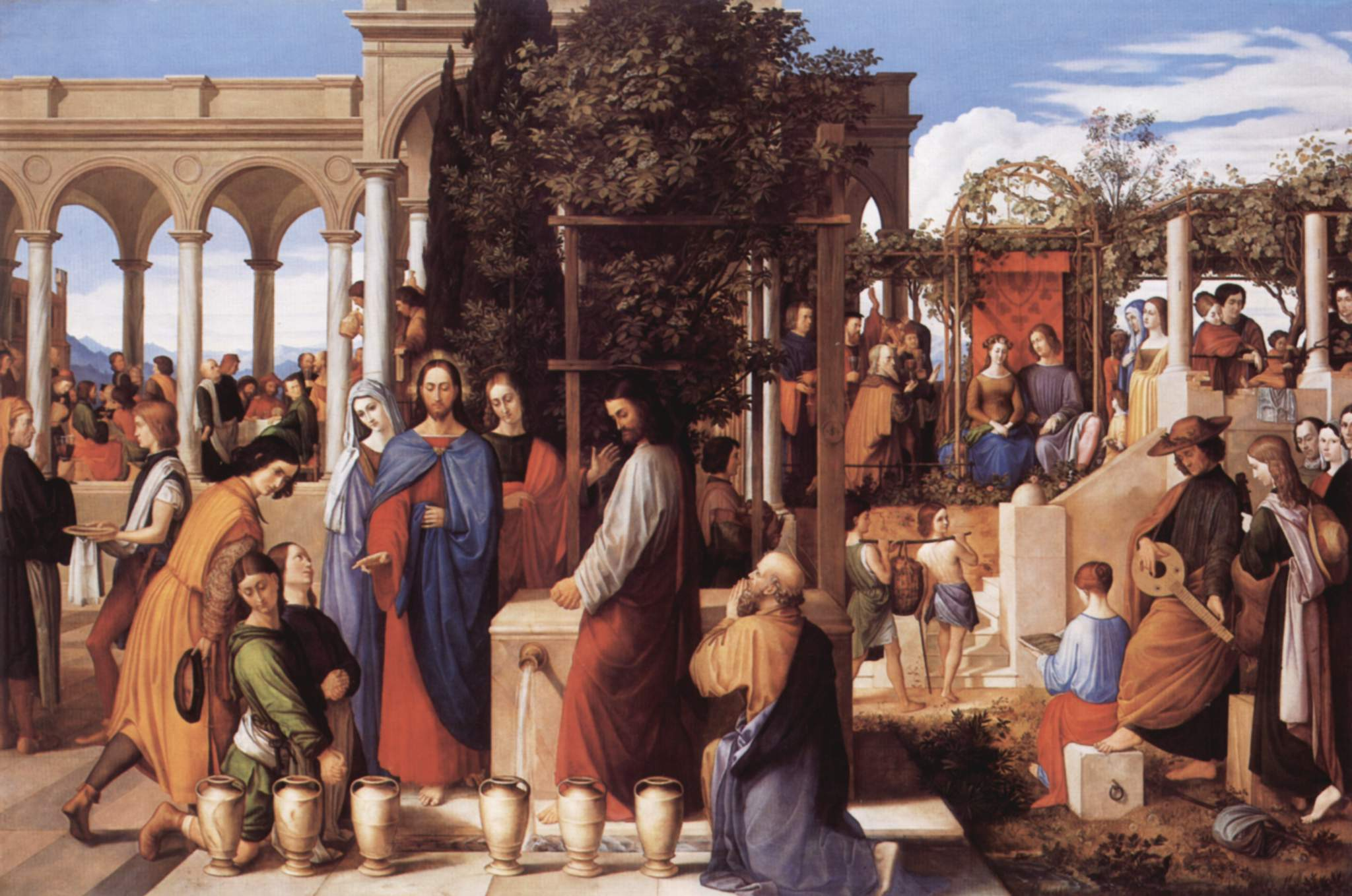
Les Noces de Cana par Julius Schnorr von Carolsfeld, 1820

## Localisation
Les auteurs divergent sur la localisation de la ville de Cana de l'Évangile. Le lieu avancé comme le plus probable est Kafr Cana, à quelques kilomètres de Nazareth. L'idée d'assimiler ce village au lieu biblique remonte au VIIIe siècle. Au XIIe siècle, l'idée apparaît que le lieu serait plutôt le site de Khirbet Cana (en), situé à 8 km au nord-ouest. Néanmoins, Kafr Cana redevient le lieu privilégié au XIVe siècle. 
La localisation exacte de Cana a fait l'objet d'un débat parmi les historiens. Les érudits modernes soutiennent que, puisque l'Évangile de Jean s'adressait aux Juifs de l'époque, il est peu probable que l'évangéliste mentionne un endroit qui n'existait pas.
Les lieux qui sont candidats pour être le Cana historique sont :
– soit en Galilée (région), Israël
- Kafr Cana.
- Khirbet Cana (en)

– soit au Sud-Liban
- Ain Qana
- Cana[21].

Une église s'élève sur le lieu d'une possible ancienne synagogue du Ier siècle, où des noces auraient pu avoir lieu.